# Sotillo de la Adrada
Sotillo de la Adrada ist ein Ort und eine zentralspanische Gemeinde (municipio) mit 5.003 Einwohnern (Stand: 2024) in der Provinz Ávila in der Autonomen Region Kastilien-León.

## Lage
Der Ort Sotillo de la Adrada liegt in waldreicher Umgebung auf der Südseite des Iberischen Scheidegebirges am Oberlauf des Río Tiétar ungefähr 67 km (Fahrtstrecke) südlich von Ávila bzw. knapp 100 km westlich von Madrid in einer Höhe von ca. 620 bis 650 m ü. d. M. Das Klima im Winter ist kühl, im Sommer dagegen trotz der Höhenlage durchaus warm; die geringen Niederschlagsmengen (ca. 370 mm/Jahr) fallen – mit Ausnahme der nahezu regenlosen Sommermonate – verteilt übers ganze Jahr.

## Bevölkerungsentwicklung
| Jahr      | 1857 | 1900  | 1950  | 2000  | 2017  |
| Einwohner | 914  | 1.929 | 3.104 | 3.575 | 4.535 |

La Adrada ist eine der wenigen Landgemeinden der Provinz Ávila, deren Bevölkerungszahl im 20. Jahrhundert stetig zugenommen hat.

## Wirtschaft
Das wirtschaftliche Leben von La Adrada ist in hohem Maße forstwirtschaftlich bzw. agrarisch orientiert – früher wurden Getreide, Weinreben etc. zur Selbstversorgung angepflanzt; Gemüse stammte aus den Hausgärten. Viehzucht (früher hauptsächlich Schafe und Ziegen, heute zumeist Rinder) wurde ebenfalls betrieben. Im Ort selbst haben sich Kleinhändler, Handwerker sowie Dienstleister aller Art angesiedelt. Mittlerweile spielt auch der ländliche Tourismus (turismo rural) eine immer bedeutsamer werdende Rolle für das Wirtschaftsleben der Gemeinde.

## Geschichte
Über die ältere Geschichte von Sotillo nichts bekannt; auch keltische, römische und westgotische Zeugnisse fehlen. Im 8. Jahrhundert überrannten die Mauren das Gebiet; von Siedlungen ist jedoch nichts bekannt. Im 11. Jahrhundert wurde die Gegend – wahrscheinlich gewaltlos – von den Christen zurückerobert (reconquista) und wiederbesiedelt (repoblación). In einem Dokument des Jahres 1274 erteilte der Rat der Stadt Ávila die Erlaubnis zur Durchführung von großflächigen Rodungen (roturaciones) im Gebiet von La Adrada. Ende des 15. Jahrhunderts entstand das Marquesado de La Adrada.

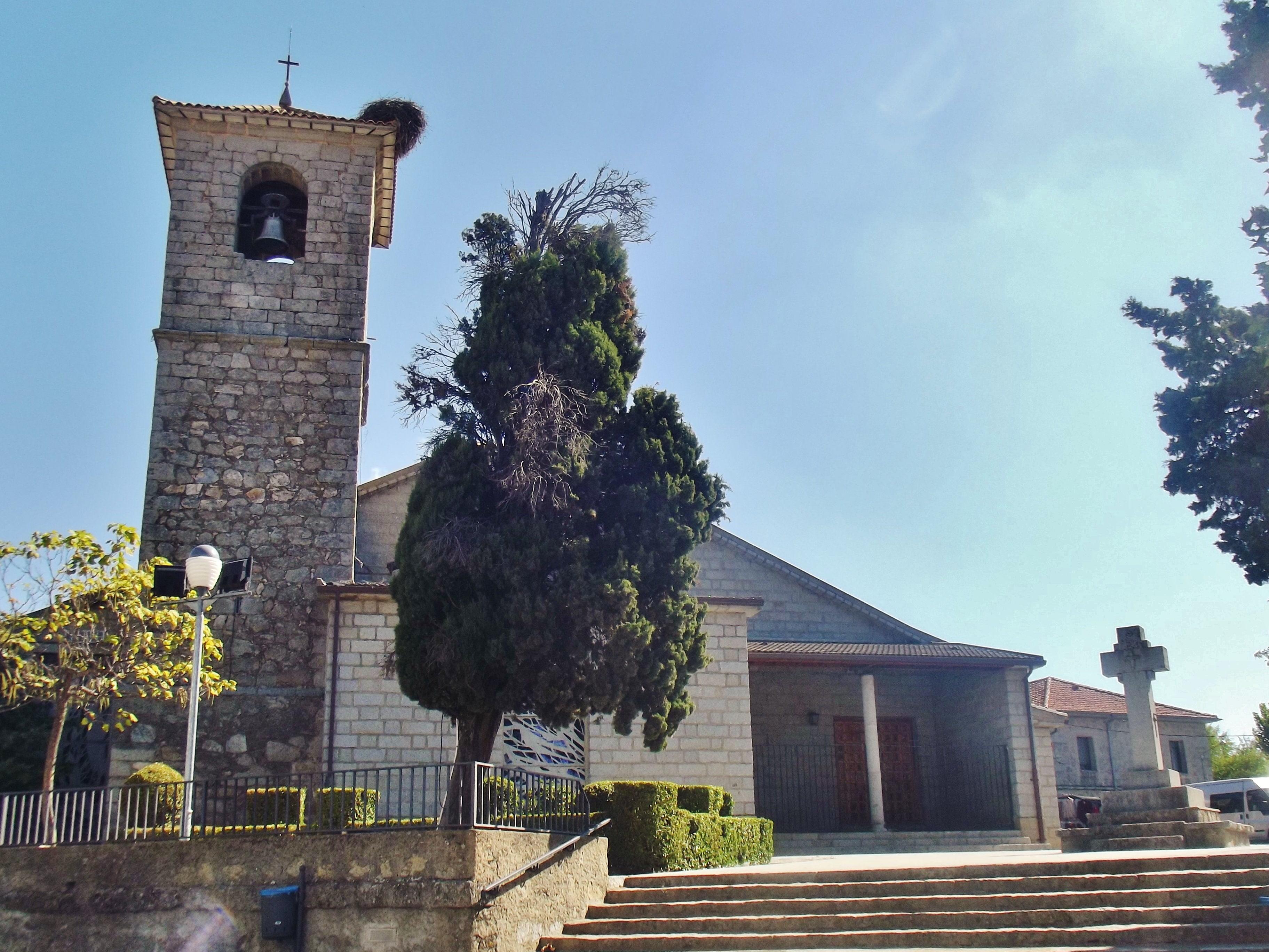
Sotillo de la Adrada – Iglesia de la Santísima Trinidad

## Sehenswürdigkeiten
- Viele Häuser mit Holzbalkonen stammen noch aus dem 18./19. Jahrhundert.
- Die im 16. Jahrhundert erbaute Iglesia de la Santísima Trinidad ist der Dreifaltigkeit Gottes geweiht. In den 1960er Jahren war der Kirchenbau jedoch so baufällig geworden, dass man sich entschloss große Teile abzureißen und – unter Einhaltung der alten Maße – neu zu erbauen. Lediglich der alte Glockenturm (campanar) und die von einem Schwibbogen abgetrennte Apsis (capilla mayor) mit ihrer Artesonado-Holzbalkendecke blieben erhalten; hier steht auch das spätbarocke Altarretabel (retablo).[5]
- Die ca. 600 m westlich der Kirche stehende Ermita de Nuestra Señora de los Remedios ist ein äußerlich strenger Bau aus dem 16./17. Jahrhundert.[6]
- Eine repräsentative Brunnenanlage (Fuente de los Cinco Caños) wurde im Jahr 1754 errichtet. Noch bis in die 1950er Jahre versorgte sie die Kleinstadt mit Trinkwasser.[7]